# Hypographa atmoscia
Hypographa atmoscia är en fjärilsart som beskrevs av Edward Meyrick 1890. Hypographa atmoscia ingår i släktet Hypographa och familjen mätare. Inga underarter finns listade i Catalogue of Life.